# Henri Peupin
Henri Peupin est un homme politique français né le 3 septembre 1809 à Paris où il est décédé le 12 décembre 1872.
Ouvrier horloger, il participe à la rédaction d'un journal néo-catholique, l'Atelier. Membre du conseil des prud'hommes, il est député de la Seine de 1848 à 1851, votant plus à droite qu'à gauche, il tend à se rapprocher des conservateurs. En 1852, il devient sous-directeur du bureau des dons et secours de la maison de l'empereur, puis percepteur à Paris.

## Source
- « Henri Peupin », dans Adolphe Robert et Gaston Cougny, Dictionnaire des parlementaires français, Edgar Bourloton, 1889-1891 [détail de l’édition]